# Souvenirwinkel
Dit overzicht is mogelijk incompleet; u kunt helpen door het uit te breiden.

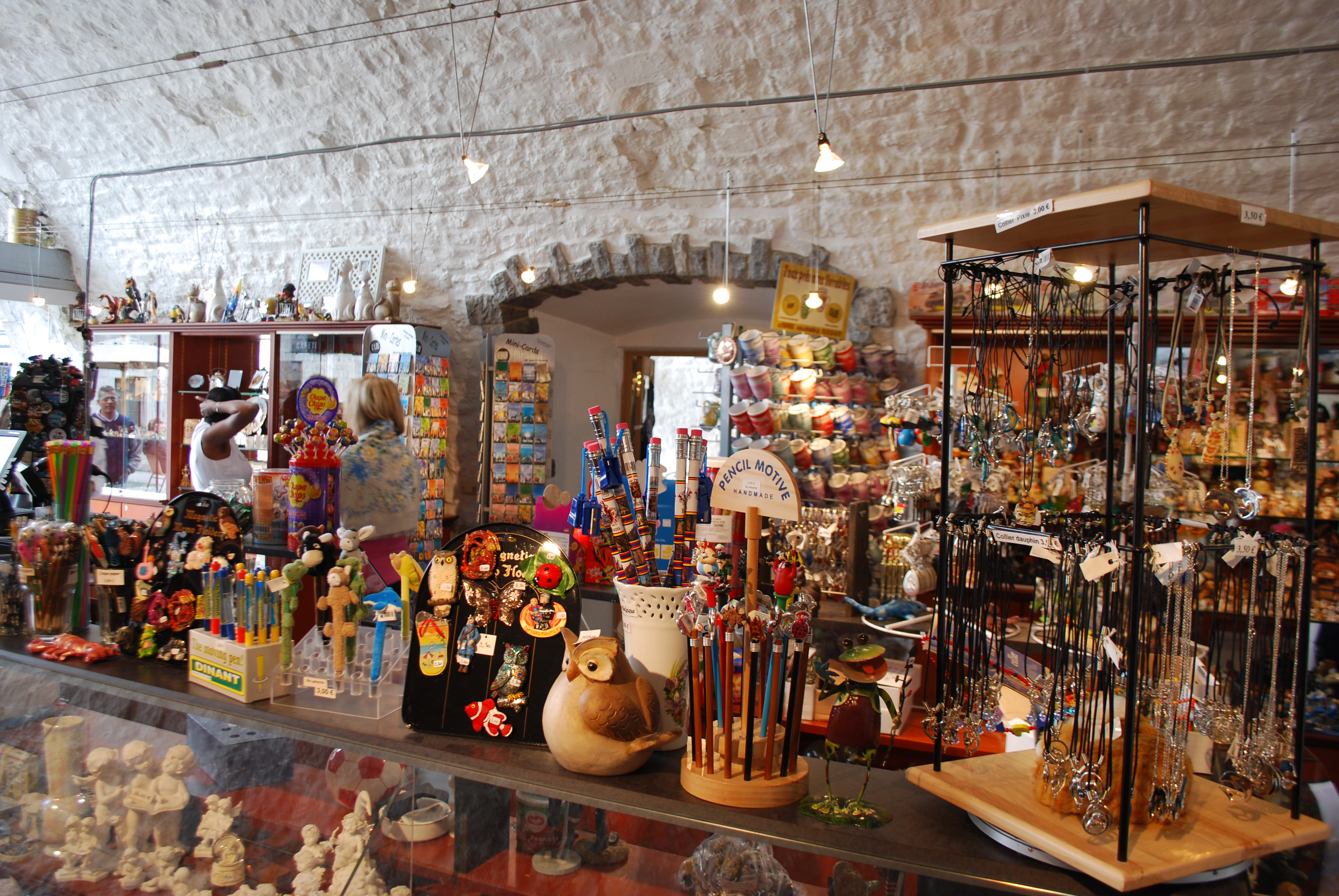
Een typische souvenirwinkel in de citadel van Dinant.

Een souvenirwinkel is een winkel waar in de eerste plaats souvenirs verkocht worden. Meestal bevinden souvenirwinkels zich in of bij een toeristische attractie en worden er spulletjes verkocht die met die attractie te maken hebben. Typische souvenirs zijn bijvoorbeeld sleutelhangers, mokken, T-shirts en ansichtkaarten.  
Instellingen zoals musea, dierentuinen, nationale parken beschikken vaak over een eigen souvenirwinkel, soms geïntegreerd in een bezoekerscentrum. Voor zulke instellingen zijn souvenirwinkels vaak een bron van inkomsten om de educatieve activiteiten te ondersteunen.

## Afbeeldingen

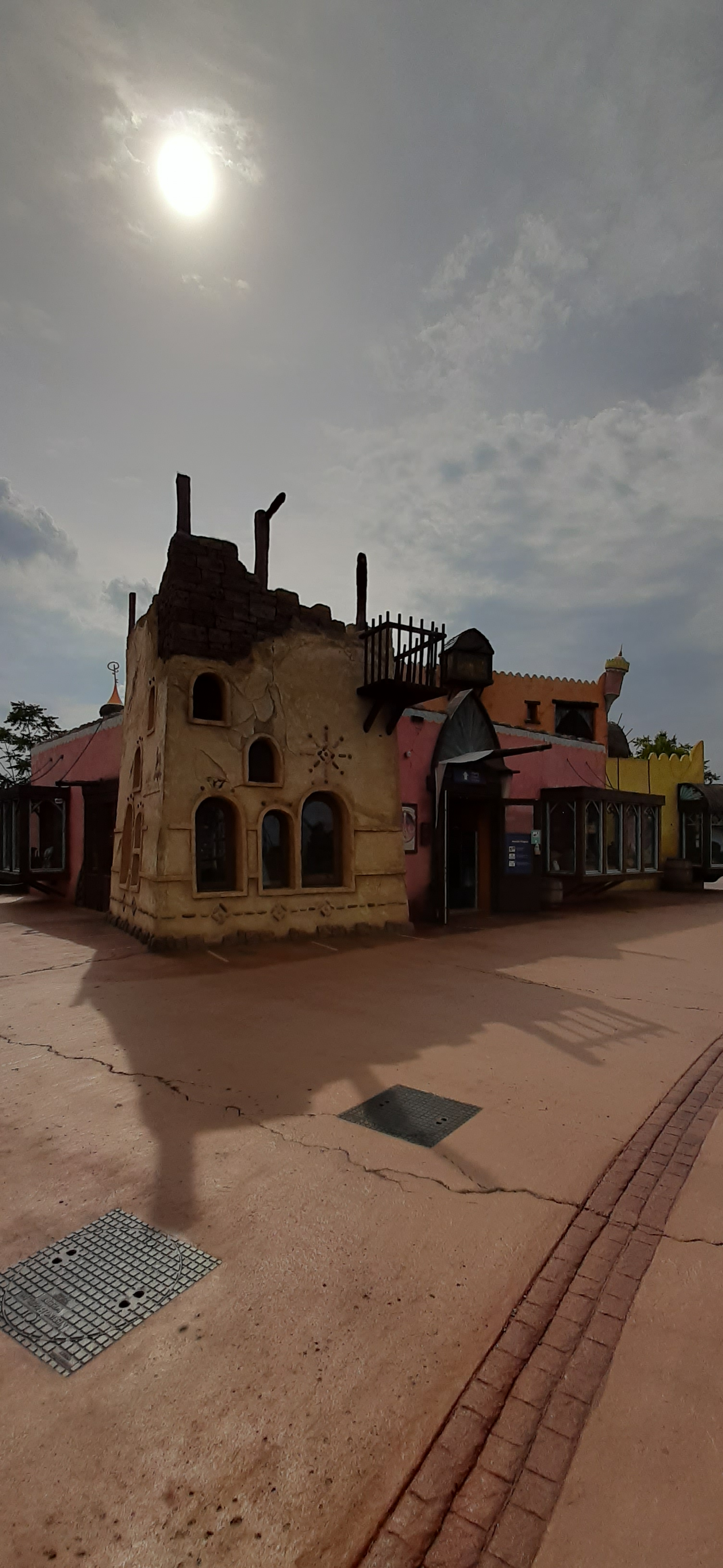
Gedecoreerde souvenirwinkel in Attractiepark Toverland